# Таубе, Василий Фёдорович
Барон Василий Фёдорович Таубе (1817—1880) — вице-адмирал Русского императорского флота, генерал-адъютант.

## Биография
Василий Таубе родился 25 декабря 1817 (6 января 1818) года. 11-ти лет поступив в Морской кадетский корпус, был в начале 1834 года произведён в гардемарины и в течение лета и осени этого года на различных судах — фрегате «Паллада», корветах «Святой Георгий Победоносец» и «Император Пётр I» — проходил практическую морскую службу, крейсируя в Балтийском море от Кронштадта до некоторых портов Западной Европы, преимущественно — Свинемюнде, Копенгагена и Данцига.
По окончании кампании В. Ф. Таубе был повышен в мичмана (21 декабря) и назначен в 45-й флотский экипаж, находившийся в Астрахани, где в качестве командира мелких береговых судов, главным образом ботов, служил до 1838 года, когда возвратился в Балтийский флот.
10 июля 1840 года Василий Фёдорович Таубе был произведён в лейтенанты, и в 1840—1845 гг. на люгерах «Ораниенбаум» и «Петергоф» участвовал в ежегодных морских кампаниях. Капитан-лейтенантом летом следующего года на транспорте «Або» был в Неаполе, где в числе других русских моряков неаполитанским королем был пожалован орденом Франциска І. По возвращении был назначен командиром брига «Аякс» и сначала на нем, а затем также командиром на корвете «Наварин» и пароходо-фрегате «Храбрый» с 1847 по 1852 год, то плавал с учебными отрядами, то нес брандвахтенную службу, то крейсировал у берегов Балтийского моря.
В 1852 году отправлен в Архангельск, откуда, приняв руководство над завершением строительства винтового фрегата «Полкан», ездил в Англию для изучения сборки машин и парового двигателя, предназначенных для этого фрегата. Возвратившись в Архангельск, он наблюдал за оборудованием «Полкана» привезенными машинами и, по завершении работ, перешел на нем в Кронштадт, где в апреле 1854 года был повышен в капитаны 2-го ранга.
В ходе Крымской войны 1854—1855 гг. Василий Фёдорович Таубе на фрегате «Полкан» участвовал в защите Кронштадта при нападении на него англо-французского флота.
26 августа 1856 года был произведён в капитаны 1-го ранга и командовал новым винтовым корветом «Ретвизан»; на последнем совершил весьма продолжительное плавание в Средиземное море.
В 1860 году Василий Фёдорович Таубе был назначен начальником штаба главного командира Кронштадтского порта и 30 августа 1863 года был произведен в контр-адмиралы.
Во время встречи в кронштадтских водах тела усопшего наследника Николая Александровича в апреле 1865 года В. Таубе командовал кораблем «Император Николай I», в то же время состоя начальником штаба командующего всеми судами флота.
9 мая 1866 года В. Ф. Таубе был назначен младшим флагманом Балтийского флота, а в 1867 году командовал отрядом броненосных судов.
В марте 1868 года контр-адмирал Таубе получил назначение директором инспекторского департамента морского министерства, а 6 мая — членом главного военно-тюремного комитета. По званию директора департамента, он участвовал в занятиях ряда особо учрежденных комиссий — по составлению устава морских учебных заведений, по пересмотру проекта морского устава, по рассмотрению проекта нового устава кронштадтских лоцманов и др. 14 (26) декабря 1870 года за труды в звании члена комиссии по пересмотру Рекрутского устава объявлено Монаршее благоволение.
Вице-адмиральский чин Василий Фёдорович Таубе получил 28 марта 1871 года.
Дальнейшая деятельность Таубе сосредоточилась, главным образом, в разного рода комиссиях и комитетах: 28 сентября 1871 года он был назначен членом комиссии морских учебных заведений, затем принимал участие в работах комиссии по установлению однообразия маячного сбора во всех русских морях, в 1873 году морским министерством уполномочен был в качестве его представителя в комиссии по пересмотру положения о судах общества офицеров, в 1875 году состоял членом особого комитета для обсуждения сделанного Уайтгедом предложения о покупке от него нескольких экземпляров самодвижущихся мин и секрета их изготовления и в 1876 году на правах члена участвовал в занятиях комиссии по разработке правил об организации государственного ополчения и о порядке призыва ратников на службу. За эту разнообразную деятельность награжденный орденами Святого Владимира 2-й степени (1873) и Белого орла (1876) и ежегодной арендой в 2000 рублей сроком на 12 лет (1877), Tаубе 1 января 1878 года был пожалован в генерал-адъютанты, а спустя два года, 24 марта 1880 года был назначен членом Адмиралтейств-совета, в каковой должности и пробыл до самой смерти.
Василий Фёдорович Таубе умер 4 (16) июля 1880 года в городе Санкт-Петербурге.